# Xiang Binxuan
Xiang Binxuan (en chino: 向玢璇; 16 de noviembre de 2001) es una deportista china que compite en natación sincronizada.
Participó en los Juegos Olímpicos de París 2024, obteniendo una medalla de oro en la prueba de equipo. Ganó diez medallas de oro en el Campeonato Mundial de Natación entre los años 2022 y 2025.

## Palmarés internacional
| Juegos Olímpicos   | Juegos Olímpicos    | Juegos Olímpicos | Juegos Olímpicos  |
| Año                | Lugar               | Medalla          | Prueba            |
| ------------------ | ------------------- | ---------------- | ----------------- |
| 2024               | París (Francia)     | Medalla de oro   | Equipo            |
| Campeonato Mundial |                     |                  |                   |
| Año                | Lugar               | Medalla          | Prueba            |
| 2022               | Budapest (Hungría)  | Medalla de oro   | Equipo técnico    |
| 2022               | Budapest (Hungría)  | Medalla de oro   | Equipo libre      |
| 2023               | Fukuoka (Japón)     | Medalla de oro   | Equipo libre      |
| 2023               | Fukuoka (Japón)     | Medalla de oro   | Rutina acrobática |
| 2024               | Doha (Catar)        | Medalla de oro   | Equipo técnico    |
| 2024               | Doha (Catar)        | Medalla de oro   | Equipo libre      |
| 2024               | Doha (Catar)        | Medalla de oro   | Rutina acrobática |
| 2025               | Singapur (Singapur) | Medalla de oro   | Equipo técnico    |
| 2025               | Singapur (Singapur) | Medalla de oro   | Equipo libre      |
| 2025               | Singapur (Singapur) | Medalla de oro   | Rutina acrobática |